# Tuğçe Albayrak
Tuğçe Albayrak (Bad Soden-Salmünster, 28 de noviembre de 1991 – Offenbach am Main, 28 de noviembre de 2014) fue una estudiante alemana de origen turco, que murió tras defender a dos adolescentes que estaban siendo acosadas por dos hombres en un restaurante de comida rápida en la madrugada del 15 de noviembre.
Poco después de su intervención, y ya fuera del local, uno de los hombres regresó y la golpeó en la cabeza mientras estaba en el aparcamiento con sus amigos. Resultó con un daño cerebral tan grave que sus padres decidieron retirar el soporte vital. El presidente de Alemania, Joachim Gauck, se dirigió a la familia para expresarle sus condolencias.
Cientos de personas iniciaron una protesta silenciosa ante el restaurante portando camisetas con la fotografía de Tuğçe y las palabras «Seni seviyoruz» («te queremos», en turco) y sosteniendo carteles con las palabras «Danke Tuğçe» («gracias, Tuğçe» en alemán). Manifestaciones similares se realizaron por toda Alemania al día siguiente.
Tras su muerte, una petición firmada por más de 50 000 personas instaba al presidente alemán que la condecorara póstumamente con la Orden Nacional del Mérito.